# Ramaria violaceibrunnea
Ramaria violaceibrunnea är en svampart som först beskrevs av Marr & D.E. Stuntz, och fick sitt nu gällande namn av R.H. Petersen 1986. Ramaria violaceibrunnea ingår i släktet Ramaria och familjen Gomphaceae.   Inga underarter finns listade i Catalogue of Life.